# Goethes Diener

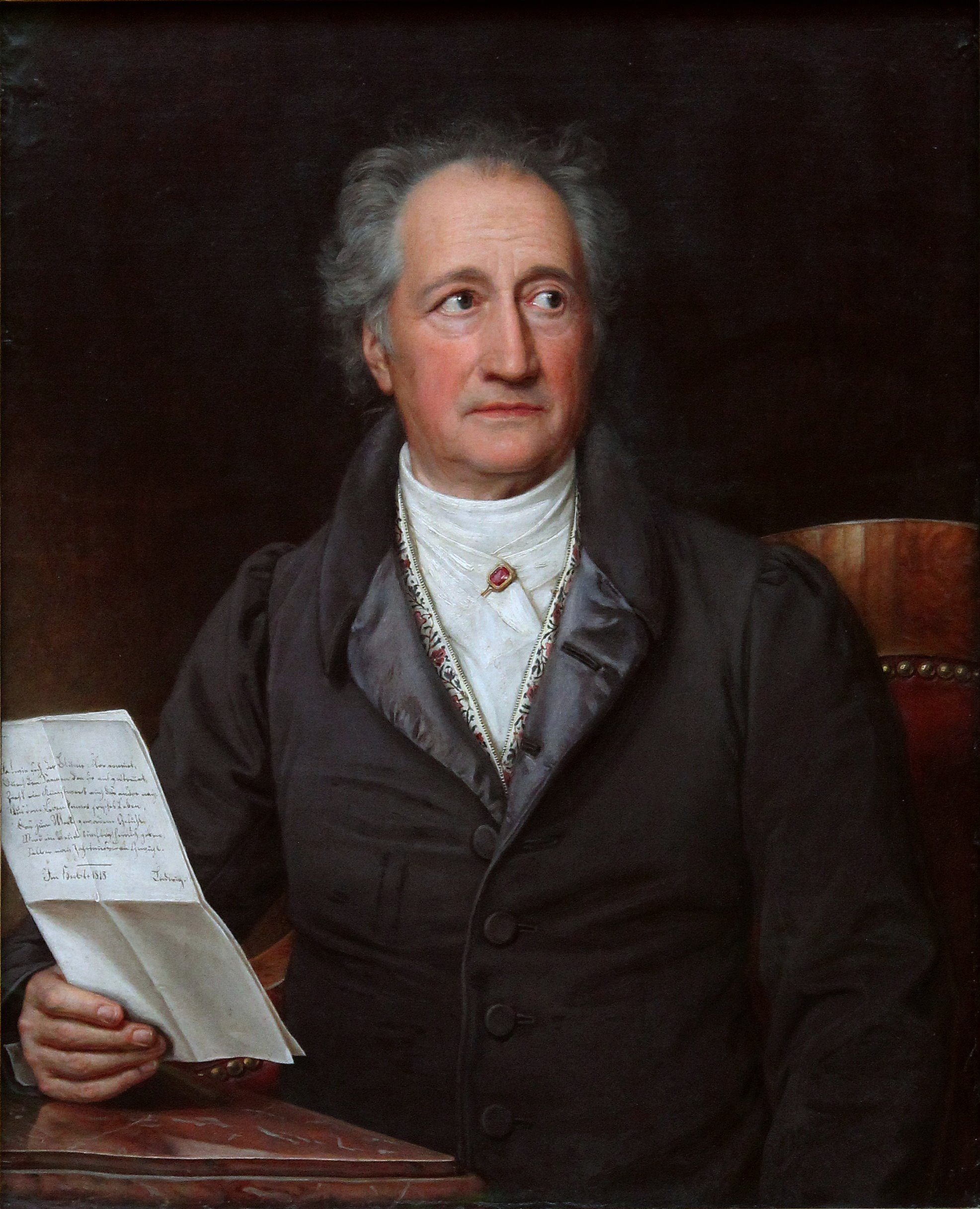
Goethe im Jahre 1828

Goethes persönliche Diener genossen das Vertrauen ihres Hausherrn. Goethe verlangte von seinem Personal Diskretion, Fleiß und stetige Pflichterfüllung. Bei freier Kost, Logis und Livree erhielt der Cammerdiener einen Jahreslohn. Goethe „erzog“ sein Hauspersonal und förderte es nach erwiesenen Fähigkeiten. Besonders geeignete Bedienstete durften sich für Goethe als Schreiber betätigen oder sogar an den naturwissenschaftlichen Studien des Dichters teilnehmen. Goethe vermittelte verdiente Bedienstete in herzogliche Ämter oder fand sie testamentarisch ab.
Seinen Diener rief Goethe zumeist Carl.
Die Jahreszahl(en) in runden Klammern hinter dem Namen des Dieners bezeichnen den Zeitraum seiner Dienerschaft bei Goethe.

## Philipp Seidel (1775–1788)
Philipp Friedrich Seidel wurde am 7. April 1755 in Frankfurt am Main als Sohn eines Spenglers (Klempner) geboren und starb am 19. November 1820 in Jena am Schlagfluß (Schlaganfall).
Seidels Vater starb früh. Seidel und seine drei Brüder mussten zeitig ihr Brot verdienen. Der tüchtige Autodidakt Seidel war bei Goethes Eltern in Frankfurt als Hauslehrer tätig und erledigte geschickt Schreibarbeiten. Goethes Mutter schickte Seidel 1775 als Diener für ihren Sohn mit nach Weimar. Der intelligente Seidel hielt über Jahre hinweg die Verbindung zwischen Herzogin Anna Amalia und Goethes Mutter in Frankfurt aufrecht. Goethe gestattete Seidel alle Freiheiten. Seidel lebte wie ein Herr und brauchte Geld. Goethe besorgte für Seidel 1785 die Stelle eines Kammerkalkulators. Von Goethes eigenmächtig geplanter Reise nach Italien im September 1786 wusste vorab nur Seidel. Während Goethes Aufenthalt in Italien war der ergebene Seidel Verbindungsmann zwischen Goethe und dem Weimarer Hofe. Goethe ließ sich von Seidel beraten. In den Briefen herrschte ein Ton wie zwischen zwei Freunden. Höchstens ausnahmsweise rügte Goethe eine kleine Pflichtverletzung bei dem Untergebenen. Als 1788 Christiane Vulpius in Goethes Haus einzog, verdrängte sie Seidel als führende häusliche Vertrauensperson, woraufhin er den Haushalt verließ. Diese Enttäuschung verwand Seidel nicht, und sie lähmte seine Schaffenskraft. 1789 wurde Seidel Rentkommissar und heiratete eine Weimarerin. Seine Frau starb bereits 1806. Seidel blieb Witwer. Trotz des tiefen Bruchs erledigte Seidel noch jahrelang für Goethe Geschäftliches, in das sich Christiane nicht einzuarbeiten vermochte. Ab etwa 1799 deutete sich bei Seidel eine Nervenkrankheit an. Goethe distanzierte sich 1800 von dem ehemaligen Intimus. Seidel endete im Jenaer Irrenhaus.

„Ich freue mich, daß du wohl bist und meiner in Liebe gedenckst, gehe deinen Weg fort, sey fleisig in deinem Ämtgen, sey aufmerksam auf das, was sodann am nächsten liegt und sieh dich manchmal zur Erholung in einem weitern Felde um. Ich bin wohl und vergnügt.“

## Christoph Sutor (1776–1795)
Christoph Erhard Sutor wurde am 14. März 1754 als Sohn eines Bäckers in Erfurt geboren und starb am 13. Dezember 1838 in Weimar.
Sutor, praktisch veranlagt, arbeitete im Hintergrund. Nach seiner Heirat zog er wegen seiner Kinder aus Goethes Wohnung aus. Goethe hatte nichts dagegen, als Sutor nebenbei Geld mit der Produktion von Spielkarten verdiente. Außerdem duldete Goethe Sutors Leihbibliothek. Hauseigentümer Sutor wurde schließlich angesehener Bürger und würdiger Ratsdeputierter von Weimar. Bis zu seinem Tode verehrte Sutor seinen ehemaligen Herrn Goethe.

„Als ich bei ihn kam, mochte er etwa siebenundzwanzig Jahre alt sein; er war sehr mager, behende und zierlich, ich hätte ihn leicht tragen können.“

„Sutor kann mir auch einmal schreiben wenn er Lust, und mir etwas zu sagen hat.“

## Paul Götze (1777–1794)
Johann Georg Paul Götze wurde am 1. März 1761 als Sohn eines Clarinettisten von dem Weimarischen Infanterie Regiment in Weimar geboren und starb am 23. März 1835 in Jena.
Der Vater hatte die Mutter mit den Kindern im Stich gelassen, als Götze bei Goethe Anstellung fand. Seidel unterrichtete den anstelligen Götze. Goethe nahm Götze auf seine Reisen mit und lernte den Jungen als Schreiber an. „Schreiber“ Götze musste als Klippe die Frankfurter Mundart seines Herrn umschiffen. Als Goethe 1790 in Venedig auf seine Herzogin wartete, hatte er viel Zeit für Götze. Nebenher als Goethes Kutscher bewährte sich Götze in Italien, Schlesien und Frankreich. Teufelsjunge Paul ritt im Auftrage seines Herrn zwischen Weimar und Frankfurt hin und her. Er erwarb sich das Vertrauen von Goethes Mutter. Ab 1794 betraute Goethe Götze mit der Planung von herzoglichen Bauvorhaben. Götze wurde Baukondukteur bei der Wegebaukommission, baute mit am Botanischen Garten in Jena, betätigte sich als Geldbeschaffer für das Bergwerk in Ilmenau, regulierte die Saale mit und stieg dank seiner Intelligenz zum Großherz. Wegebau-Inspector auf. Dekoriert mit der Silbernen Verdienstmedaille starb Götze verwitwet und kinderlos.

„Ich habe daher gesucht den in meinen Diensten schon an funfzehn Jahre stehenden Georg Paul Götze, von hier gebürtig, dergestalt zu bilden und anzuziehen daß er mir bißher, sowohl in meinen einigen als in denen mir gnädigst aufgetragnen Geschäften an Hand gehen können. Er hat das Glück Ew. Durchl. nicht unbekannt zu seyn, besitzt Gesundheit, Fähigkeit sinnliche Gegenstände gut zu beurtheilen und zweckmäßige Thätigkeit. Im Schreiben und Rechnen ist er nicht ungeübt, im Zeichnen vorzüglich geschickt, mit dem Berg und Wasserbau, auch sonstigen Bauwesen im allgemein bekannt; so wie sie seine Treue bißher in allen Fällen erprobt gewesen.“

Zusammen mit den Dienern Christoph Sutor und Philipp Seidel barg Goetze den Leichnam von Christiane Henriette Sophie  von Laßbergs 17. Januar 1778 vom Ufer der Ilm, wo sie tags zuvor den Freitod gewählt hatte.

## Christian Georg Karl Vogel (1782–1786)
Vogel wurde 1760 geboren und starb 1819. Er war von 1782 bis 1786 Goethes geschickter Privatschreiber. Zudem begleitete er den Dichter 1786 nach Karlsbad und 1792 nach Frankreich. Ab 1815 war Vogel Weimarer Kanzleirat.

„An Christian Georg Carl Vogel
Herr Geheime Canzelley Secretär Vogel wird ersucht, mir einige Schreibmaterialien, besonders Briefpapier und von beykommendem
Mittel Papier, zukommen zu lassen, auch mir Nachricht zu geben, wo besser und um welchen Preis es zu haben sey.
Goethe.“

## Johann Ludwig Geist (1795–1804)
Johann Jacob Ludwig Geist wurde am 14. April 1776 als Sohn eines Korbmachers in Berka an der Ilm geboren und starb am 1. April 1854 in Weimar.
Bis 1795 besuchte der gelehrige Geist das Weimarer Schullehrer-Seminar. Er sprach Latein, spielte Orgel und kannte sich in der Botanik aus. Schiller bezeichnete ihn als Goethes wackren Spiritus. Goethe nahm Geist 1797 in die Schweiz mit. Geist bewährte sich als Schreiber und durfte Frankfurt und Göttingen auf eigene Faust erforschen. Geist übernahm in seinen naturwissenschaftlichen Arbeiten – neben der Botanik war es auch die Meteorologie – den sachlich-genauen Goethe-Ton. Goethe hielt zu dem gebildeten Geist eine gewisse Distanz, verschaffte seinem Schreiber aber 1805 eine Beamtenstelle und musste die Briefe fortan wieder eigenhändig schreiben. Geist stieg 1814 zum Hof Marschall Amts Rechnungs Revisor auf. Mit 67 Jahren wurde Geist in den Ruhestand geschickt, genoss seine Pension noch elf Jahre, dichtete für die Blumenzeitung und starb an Altersschwäche.

„Wäre nicht mein Spiritus mit abschreiben von Inventarien beschäftigt so dicktirte ich geschwind etwas.“

## Johann David Eisfeld (1806–1812)
Johann David Eisfeld wurde am 12. Februar 1787 als Sohn eines Zeugmachermeisters in Langensalza geboren und starb am 11. November 1852 in seinem Geburtsort. Sein Vater trug ebenfalls den Namen Johann David Eisfeld. Seine Mutter war Maria Sophie Wiegandt.
Goethe wahrte Distanz zu Eisfeld, bezeichnete ihn jedoch als gescheit und gewandt. Eisfeld fuhr jedes Jahr mit Goethe nach Karlsbad und lernte dort seine spätere Frau kennen. Eisfeld besaß organisatorisches Talent. Er konnte mit Goethes Besuchern umgehen. Als Eisfeld 1812 eine ansteckende Krankheit bekam, wurde er vom mitunter hypochondrisch gelaunten Goethe entlassen. Am 31.03.1813 heiratete Eisfeld Anna Franziska Heilingötter (1791–1864) in Karlsbad. Aus der Ehe gingen vier Kinder hervor. Eisfeld betrieb gemeinsam mit seinem Bruder bis 1818 das städtische Schwefelbad in Langensalza als Pächter und Kastellan. Danach übernahm Eisfeld den väterlichen Betrieb samt Landbesitz. Eisfeld starb als Ökonom (Landwirt).

„Daß Carl Eisfeld, von Langensalza gebürtig, sechs Jahre bey mir in Diensten gestanden und sich durch gutes Betragen empfohlen und in jeder Hinsicht zu der Stelle eines Cammerdieners oder einer ähnlichen qualificirt hat, auch mir auf Reisen und bey Krankheiten nützliche Dienste geleistet, solches habe demselben bey seiner Entlassung zu seiner weiteren Empfehlung hiermit attestiren wollen.“

## Carl Stadelmann (1814–1815, 1817–1824)
Carl Wilhelm Stadelmann wurde am 21. Januar 1782 als Sohn der Maria Magdalena Bindnagel in Jena geboren und starb Ende 1844 in seinem Geburtsort.
Stadelmann kam als Buchdruckergesell zu Goethe, hatte also ein ehrbares Handwerk erlernt. Er war bei Dienstantritt bereits 32 Jahre alt, verheiratet und hatte schon Erfahrung als Diener. Goethe war vom sicheren Auftreten des gewitzten Stadelmann beeindruckt. Während der zahlreichen Kutschfahrten hielt Stadelmann immerzu begeistert nach mineralogischen Kostbarkeiten am Wege Ausschau, sprang gegebenenfalls vom Bock und brachte das Stück seinem Herrn. Darauf Goethe, zum Feldspat in seinen Händen: Wie kommst denn du hierher? (Schleif, S. 178) Während der Rheinreise 1814 führte Stadelmann sogar ein eigenes Tagebuch und zierte es mit geologischen Einsprengseln. Wenn Stadelmann etwas entdeckte, das Goethes Farbenlehre tangierte, scheute er sich nicht, Goethe, Riemer und Meyer einfach zu unterbrechen. Goethe nahm es mit Humor (Schleif, S. 183–184). Stadelmann konnte über seine „Gelehrsamkeit“ selbst lächeln. Stadelmann wurde jedoch wegen Trunksucht entlassen. Wahrscheinlich war er nach dem Hinauswurf in Jena als Buchdrucker tätig. Als seine Frau 1834 starb, ging es mit ihm weiter bergab. Einen Höhepunkt erlebte er aber noch. Am 22. Oktober 1844 durfte er das Goethedenkmal in der Geburtsstadt seines Herrn enthüllen. Stadelmann erhängte sich im Jenaer Armenhaus.

„Stadelmann muss in Karlsbad am 27. August morgens Goethe Rotwein aufs Zimmer bringen. Als Goethe ausgetrunken hat, kommen ihm Zweifel, ob er schon Geburtstag hat. Kalender her! befiehlt er. Stadelmann bringt den Kalender. Goethe: Donnerwetter! Da habe ich mich umsonst besoffen!“

„Goethes Kutscher Barth hielt während der Fahrt zusammen mit Stadelmann nach merkwürdigen Steinen am Wege Ausschau und signalisierte seinem Meister: Herr geheeme Rath, ich globe, da is was für uns.“

„Stadelmann hat schon die Gebirge tüchtig durchgeklopft, die vorjährige geordnete Sammlung haben wir wieder gefunden, wodurch denn alles erleichtert ist.“

Mitglieder der Goethe-Gesellschaft, sonst eher weihevoll, verspotten sich selbst – gründen als Ableger eine Stadelmann-Gesellschaft.
Claudio Magris schrieb 1988 ein Drama Stadelmann.

## Ferdinand Schreiber (1816)
Ferdinand Schreiber starb im Alter von 52 Jahren anno 1849 in Jena.
Goethe war voll des Lobes über Schreiber, den er als Schreiber einsetzte, entließ ihn aber krankheitshalber bald.

„Schreiber ins Siechhaus.“

## Johann August Friedrich John (1814–1832)
Johann August Friedrich John wurde am 24. Januar 1794 als Sohn eines Stubenmalers in Weimar geboren und starb 1854 an einem Blutsturz in seinem Geburtsort.
John zog 1814 bei Goethe in jene Mansarde ein, die Riemer 1812 geräumt hatte. 1820 heiratete John und zog aus dem Frauenplan aus. Als Großherzog Karl August von Sachsen-Weimar-Eisenach (1757–1828) 1828 starb, ging der Dichter trauernd nach Dornburg und nahm John mit. Treu, umsichtig und verschwiegen tat John bis zuletzt Dienst bei seinem Herrn, erlebte alles mit. Nach 1832 wurde John herzoglicher Kopist. Der Brustkranke hinterließ bei seinem Tode die Frau und zwei Kinder.

„Stadelmann setzte seine Bergforschungen, John seine Wetterbeobachtungen fort, und in beiden bin ich, sowohl was das Allgemeine als Besondere betrifft, wirklich weiter gekommen.“

## Michael Färber (1814–1832)
Johann Michael Christoph Färber wurde am 25. Januar 1778 als Sohn eines Schwertfegers in Jena geboren und starb am 25. November 1844 an Brustwassersucht in seinem Geburtsort.
Färber wurde – durch Goethe vermittelt – Großherzogl. Museums-Schreiber in Jena, diente Goethe treu und stieg zum Museumsinspektor auf. Er hinterließ Frau und Sohn.

„Ich wünsche daher, mein guter Färber, daß Sie sich nach den Umständen erkundigen, wann die Kisten abgegangen? durch welchen Fuhrmann? durch welche Spediteurs-Vermittelung?“

## Gottlieb Friedrich Krause (1824–1832)
Gottlieb Friedrich Krause wurde am 4. Juli 1805 als Sohn eines Krämers in Lehnstedt bei Weimar geboren und starb am 9. November 1860 in Ilmenau.
Krause besuchte das Weimarer Schullehrer-Seminar. Als Franz Kugler am 5. Mai 1827 Goethe aufsuchte, schilderte er Krause als feinen Bedienten, der sehr auf die Form achtete (Schleif, S. 214). Zum Dank für die achtjährige Pflege vermachte Goethe seinem Krause Geld und ein Stück Krautland. Bis 1837 blieb der Diener bei Goethes Schwiegertochter. Krause heiratete 1832, ließ sich 1846 scheiden, heiratete noch einmal und war als Amtsdiener in Vieselbach und Ilmenau tätig.

„Der Diener Krause trat heute früh seinen Dienst an.“